# 苏州马拉松塞国旗事件
苏州马拉松塞国旗事件或称苏州马拉松递国旗事件、苏州马拉松国旗事件是指在2018年11月18日中国苏州(太湖)馬拉松中，主办方在赛事的最后阶段，安排中国籍选手何引丽举国旗，所引发的一系列争议。
在全程马拉松女子组最后冲刺阶段，中国选手何引丽了超过了一旁的非洲选手，夺冠之际突然冲上來兩名志願者先後給她递中國國旗。最終，冠軍被埃塞俄比亞選手舒瑞·德米塞以2小時30分25秒的成績奪得，何引麗以2小時30分30秒的成績獲得第二名。

## 各方反应
事件发生后，有网友指责选手不爱国，更多网友表达了对何引丽的支持。有专业马拉松运动员和教练指出是举办方不专业，送递国旗的时机不对。事件过后，苏马运营方先指出这是赛事要求，之后进行道歉。选手本人回应，她在领奖台上披国旗是爱国的，而赛场上只是没接稳国旗。
11月20日，主管中国田径运动的官方机构——国家体育总局田径运动管理中心社会活动部主任、中国田径协会副秘书长水涛在接受《新京报》记者采访时表示，中国田协正在调查了解“苏州马拉松递国旗事件”，“现在在让组委会报文字材料，组委会也包含运营方。”情况尚不便对外公布。
2018年12月30日，中国田径协会召开了“2018年马拉松专题媒体沟通会”。会议通报了2018年群众广泛关注的几起马拉松违规事件的处罚决定。
通报中提到为严肃纪律、维护公平竞赛，中国田径协会根据中国马拉松相关管理规定，决定对2018年苏州(太湖)马拉松“递送国旗”事件，南宁国际马拉松“拉拽冲线冠军运动员”事件，深圳南山半程马拉松比赛“抄近道”事件中涉及的各赛事组委会作出取消参加2018年度中国田径协会马拉松赛事等级评定资格的处罚，并要求上述组委会限期向中国田径协会递交书面整改报告。
此外，还对事件中涉及的运营公司——北京上德大爱体育有限公司(原北京上德尚品体育有限公司)、智美赛事营运管理(浙江)有限公司给予警告处罚，并要求上述公司限期向中国田径协会递交书面整改报告。中国田径协会将视上述组委会及公司整改情况决定是否追加处罚。